# Jeff Radebe
Jeffrey Thamsanqa Radebe (né le 18 février 1953) est un homme politique sud-africain, membre du bureau politique du Congrès national africain (ANC), membre du parti communiste d'Afrique du Sud, député (1994-2019), ministre des Travaux publics (1994-1999), ministre des Entreprises publiques  (1999-2004), ministre des Transports (2004-2009), Ministre de la Justice (2009-2014), ministre de la Présidence entre le 25 mai 2014 et le 26 février 2018 puis ministre de l'Énergie dans le premier gouvernement Ramaphosa (2018-2019).

## Biographie
Né le 18 février 1953 à Cato Manor, un quartier ouvrier situé à 7 km du centre-ville de Durban, il vit dans le township de KwaMashu à partir de 1958. Proche d'abord u mouvement de la conscience noire, il commence à travailler en 1973 pour le congrès national africain (ANC), alors mouvement clandestin opposé à la politique d'apartheid. Après des études de droit à l'université du Zoulouland, il rejoint le Mozambique puis la Tanzanie où il travaille pendant environ 2 ans pour Radio Freedom, la station de propagande et d'information de l’ANC. En 1978, il rejoint l'Europe de l'Est pour suivre des études supérieures. Il obtient en 1981 un LLM en droit international à l'université Karl Marx à Leipzig en Allemagne de l'Est.
Il revient alors en Tanzanie où il est l'un des représentants locaux de l’ANC avant d'être affecté à Lusaka en Zambie au département des affaires internationales du congrès national africain.
Après avoir adhéré au parti communiste et suivi une formation militaire de l’Umkhonto we Sizwe, il rejoint le Lesotho en 1983 d'où il s'infiltre en Afrique du Sud en 1986 avant d'être peu de temps après arrêté par la police à Johannesburg. Condamné à 10 ans de prison pour acte terroriste au pénitencier de Robben Island, il est chargé par ses codétenus de l’éducation politique des prisonniers.
Il est libéré en 1990 à la suite de la décision du président Frederik de Klerk de légaliser les partis politiques interdits et de libérer les militants politiques emprisonnés. Radebe retourne alors dans la province du Natal où il est coordinateur régional de l’association des avocats démocrates (Nadel - proches de l’ANC) et participe activement aux négociations de paix entre l'ANC et l'Inkatha Freedom Party dans la province.
Après avoir été élu président de la branche régionale sud de l’ANC dans le Natal, il tente en 1994 de se faire élire au poste de président national de l'ANC mais il est battu par Jacob Zuma. Il entre dans le premier gouvernement de Nelson Mandela en tant que ministre des travaux publics (1994-1999) où il tente de développer les infrastructures dans les zones les plus défavorisées du pays. En 1999, le président Thabo Mbeki le nomme ministre des entreprises publiques chargé non seulement de la tutelle des sociétés de transports de l’État et des industries de défense mais aussi des privatisations. C'est dans un contexte tendu avec l'aile gauche de la majorité présidentielle, qu'après être entré au comité central du parti communiste en 1995, il en est exclu par les militants communistes lors du Congrès du parti en août 2002. Radebe est par ailleurs critiqué à la suite des accusations d'enrichissement visant son épouse intervenu dans le cadre de la politique favorisant le capitalisme noir.
Ministre par intérim des Transports en 2003 après le décès de Dullah Homar, il est nommé en 2004 ministre des Transports dans le second gouvernement de Thabo Mbeki, poste qu'il conserve dans le gouvernement de Kgalema Motlanthe en 2007. En février 2007, il est également ministre de la Santé par intérim lors de l'empêchement médical de Manto Tshabalala-Msimang.
En 2009, proche de Jacob Zuma, ce dernier une fois élu président le nomme ministre de la justice. Il participe aux deux gouvernements dirigés par Jacob Zuma (2009-2018) et au premier gouvernement dirigé par Cyril Ramaphosa (2018-2019). 
Non retenu dans le gouvernement Ramaphosa II, il démissionne du parlement en juin 2019 alors qu'il venait d'y être réélu sur la liste de l'ANC. 

## Vie privée
Radebe est marié une première fois avec Thuthukile Skweyiya, avec qui il a deux enfants. Après leur divorce, celle-ci, qui est ambassadrice d’Afrique du Sud à Paris, se remarie avec Zola Skweyiya, ministre du Développement social.
Jeff Radebe est remarié en secondes noces avec la femme d’affaires Bridgette Motsepe. Il est le beau-frère de Cyril Ramaphosa.